# Pingchuan
För andra betydelser, se Pingchuan (olika betydelser).
Pingchuan är ett stadsdistrikt  i staden Baiyin i provinsen Gansu i nordvästra Kina. 
Pingchuan är indelat i fyra stadsdelsdistrikt, fem köpingar och två socknar.
Stadsdelsdistrikt (jiedao):

- Changzheng (长征街道)
- Dianlilu (电力路街道)
- Honghuilu (红会路街道)
- Xingpinglu (兴平路街道)

Köpingar (zhen):

- Baoji (宝积镇)
- Gonghe (共和镇)
- Huangqiao (黄峤镇)
- Shuiquan (水泉镇)
- Wangjiashan (王家山镇)

Socknar (xiang):

- Fuxing (复兴乡)
- Zhongtian (种田乡)